# 대구문성초등학교
대구문성초등학교는 대한민국 대구광역시 북구 복현동에 있는 초등학교다.

## 연혁
- 1949년 9월 1일 대구칠성국민학교 검단분교장 인가
- 1952년 9월 17일 대구북부국민학교 설립인가(4학급)
- 1953년 6월 3일 대구문성국민학교 교명 변경
- 1955년 3월 19일 제1회 졸업식 거행(79명 졸업)
- 1963년 6월 14일 동관 교실 신축
- 1972년 5월 26일 성보분교장 설치
- 1988년 3월 8일 병설유치원 1학급 개원
- 1996년 3월 1일 대구문성초등학교 교명 변경
- 2010년 3월 25일 초등돌봄교실 조성
- 2011년 1월 3일 실내체육관 착공
- 2011년 1월 20일 양궁장 준공식
- 2012년 2월 16일 제58회 졸업식(졸업생 총수 11,516명)
- 2012년 3월 1일 제28대 김명근 교장 부임
- 2012년 11월 15일 문성윈드 오케스트라 창단
- 2013년 2월 14일 제59회 졸업식 거행(졸업생 총수 11,707명)
- 2013년 3월 1일 39학급 편성 특수(1)
- 2014년 2월 14일 제60회 졸업식 거행(졸업생 11,940명)
- 2014년 3월 1일 38학급 편성(특수 1)
- 2014년 9월 23일 초등돌봄교실(3) 완공
- 2015년 2월 16일 합주실(오케스트라) 방음 공사
- 2015년 2월 17일 제61회 졸업식(졸업생 총수 12,151명)
- 2015년 3월 1일 제29대 정용현 교장 부임
- 2015년 3월 1일 37학급 편성(특수1 포함)
- 2016년 2월 4일 제62회 졸업(158명, 총 12,068명)
- 2016년 3월 1일 31학급 편성 (특수학급 1포함)
- 2017년 2월 15일 제63회 졸업식 (졸업생 총수 12.207명)
- 2017년 3월 1일 30학급 편성 (특수1학급 포함)
- 2018년 2월 9일 제64회 졸업식(졸업생 총수12,506명)
- 2018년 3월 1일 제30대 김용하 교장 부임
- 2018년 3월 1일 29학급 편성 (특수1)

## 참고 자료
- 대구문성초등학교 - 한국교육학술정보원 학교알리미